# Gérard Violette
Pour les articles homonymes, voir Violette (homonymie).
Gérard Violette, né le 18 novembre 1936 à Neuilly-sur-Seine et mort le 24 septembre 2014 à Rouen, est un directeur artistique français promoteur pendant plus de 40 ans de la danse contemporaine, principalement au théâtre de la Ville dont il a été le directeur de 1985 à 2008.

## Biographie
Après des études de droit et l'obtention en 1959 d'un diplôme de sciences économiques de l'Institut d'études politiques de Paris, Gérard Violette travaille de 1962 à 1967 comme chargé de pouvoir à l'Union immobilière et financière à la promotion de projets immobiliers. Recommandé par Michel Bidou, il commence sa carrière au théâtre de la Ville avec Jean Mercure, dès 1968, comme administrateur général avant de devenir le directeur de l'institution en 1985, la faisant devenir un lieu essentiel de la danse contemporaine en Europe,,. Il sera le grand artisan de son expansion, en France et au-delà, à travers notamment la promotion de la nouvelle danse française et des chorégraphes contemporains belges dont il programme mais aussi décide de coproduire, via le budget du théâtre de la Ville, les spectacles,. Rencontrée en 1976, il fera en particulier découvrir le travail de Pina Bausch en 1979 avec les spectacles Les Sept Péchés capitaux et Barbe-bleue, alors qu'elle était alors peu appréciée en Allemagne,. À partir de 1985, il programme chaque année les créations de la chorégraphes allemandes. Il participe aussi activement au développement du Festival d'automne à Paris dans les années 1980, en faisant découvrir au public parisien dans sa salle entre autres Merce Cunningham, Lucinda Childs, Trisha Brown, Alwin Nikolais, Anne Teresa De Keersmaeker, Omar Porras, Carolyn Carlson ou Ushio Amagatsu et sa compagnie Sankaï Juku qui y réaliseront systématiquement les créations mondiales de leurs spectacles à partir de 1982, mais également en poursuivant son soutien aux nombreux artistes français de la nouvelle danse française.
Sous sa direction le théâtre de la Ville devient également un lieu de découverte des musiques traditionnelles. Les années 1970 furent marquées par les musiques sud-américaines et méditerranéennes. À compter du milieu des années 1980, la programmation s'ouvre à d'autres traditions musicales : musiques indiennes, pakistanaises, arabes, perses, d'Asie Centrale et d'autres horizons. Le théâtre de la Ville fera par exemple découvrir le Pakistanais Nusrat Fateh Ali Khan (1985), le plus grand maître de la musique Qawwali ou Cesária Évora (1992), la chanteuse cap-verdienne.
En théâtre, il soutient de jeunes metteurs en scène et présente des pièces contemporaines. Il prend également position parfois pour les défendre dans un contexte politique difficile, même en dehors de son institution, comme ce fut le cas pour Roberto Zucco de Bernard-Marie Koltès mis en scène en 1992 par Bruno Boëglin.
En juin 2008, en accord avec la Ville de Paris, Gérard Violette laisse la direction du théâtre de la Ville à son successeur Emmanuel Demarcy-Mota,. À l'occasion de sa dernière saison à la tête de l'institution parisienne, Anne Teresa De Keersmaeker lui dédie en 2008 son spectacle Zeitung donné en création mondiale le 11 janvier 2008 à Paris. Après sa retraite, il séjourne à Bois-Guillaume en Normandie jusqu'à sa mort, due à un cancer, à l'hôpital de Rouen.

## Prix et distinctions
- Chevalier de la Légion d'honneur
- Chevalier de l'ordre des Arts et des Lettres
- Officier de l'ordre national du Mérite
- Officier de l'ordre de Léopold II
- Médaille Grand Vermeil de la Ville de Paris (2008)
- Prix spécial du jury du Syndicat de la critique[14] pour son action à la tête du théâtre de la Ville (2008)